# Доминик Гори
Доминик Ли Падуил Гори (на английски: Dominic Lee Pudwill Gorie) е американски боен пилот и астронавт на НАСА, участник в четири космически полета.

## Образование
Доминик Гори завършва колежа Miami Palmetto High School във Флорида през 1975 г. През 1979 г. завършва Военноморската академия на САЩ в Анаполис, Мериленд с бакалавърска степен по морско инженерство и звание лейтенант. През 1990 г. получава магистърска степен по авиационни системи от Космическия институт в Тенеси.

## Военна кариера
Доминик Гори постъпва на служба в USN веднага след дипломирането си през 1979 г. След завършване на школа за пилоти през 1981 г. започва да лети на щурмовак A-7E Corsair II. До 1983 г. е в състава на атакуваща ескадрила 46, базирана на самолетоносача USS America (CV-66). През 1983 г. преминава курс на обучение на новия изтребител F-18 Hornet. До 1986 г. е в състава на бойна ескадрила 132 (VFA-132), базирана на самолетоносача USS Coral Sea (CV-43). През 1987 г. завършва школата за морски тест пилоти в Мериленд. Служи в изпитателния център на USN до 1990 г., след което се завръща в палубната авиация на атомния самолетоносач USS Theodore Roosevelt (CVN-71), където остава до 1992 г. Взема участие в операция Пустинна буря и извършва 38 бойни полета над територията на Ирак. През 1992 г. става командир на бойните ескадрили 106 и 37 базирани в Колорадо Спрингс, Колорадо. По време на службата си Д. Гори има повече от 6700 полетни часа на 35 различни типа самолети и 600 кацания на палубата на самолетоносач.

## Служба в НАСА
Доминик Гори е избран за астронавт от НАСА на 12 декември 1994 г., Астронавтска група №15. През май 1996 г. завършва общия курс на подготовка. Той взима участие в четири космически полета.

### Полети
| Космически полети на Доминик Ли Падуил Гори              | Космически полети на Доминик Ли Падуил Гори | Космически полети на Доминик Ли Падуил Гори | Космически полети на Доминик Ли Падуил Гори | Космически полети на Доминик Ли Падуил Гори | Космически полети на Доминик Ли Падуил Гори | Космически полети на Доминик Ли Падуил Гори |
| №                                                        | Дата                                        | КК                                          | Емблема на мисията                          | Функции                                     | Продължителност                             |                                             |
| -------------------------------------------------------- | ------------------------------------------- | ------------------------------------------- | ------------------------------------------- | ------------------------------------------- | ------------------------------------------- | ------------------------------------------- |
| 1                                                        | 2 юни 1998                                  | „Дискавъри“, мисия STS-91                   |                                             | Пилот                                       | 9 денонощия 19 часа 55 мин. 01 сек.         |                                             |
| 2                                                        | 11 февруари 2000                            | „Индевър“, мисия STS-99                     |                                             | Пилот                                       | 11 денонощия 05 часа 39 мин. 41 сек.        |                                             |
| 3                                                        | 5 декември 2001                             | „Индевър“, мисия STS-108                    |                                             | Командир                                    | 11 денонощия 19 часа 36 мин. 45 сек.        |                                             |
| 4                                                        | 11 март 2008                                | „Индевър“, мисия STS-123                    |                                             | Командир                                    | 15 денонощия 18 часа 12 мин. 27 сек.        |                                             |
| Сумарно време в космоса – 49 денонощия 00 часа 06 минути |                                             |                                             |                                             |                                             |                                             |                                             |

## Награди
- Летателен кръст за заслуги (2);
- Легион за заслуги;
- Медал за отлична служба;
- Медал за похвална служба;
- Въздушен медал (2);
- Медал за похвала на USN (2);
- Медал на НАСА за участие в космически полет (3).